# 城关镇 (新密市)
城关镇，是中华人民共和国河南省郑州市新密市下辖的一个乡镇级行政单位。

## 行政区划
城关镇下辖以下地区：
东街村、南街村、西街村、东瓦店村、西瓦店村、翟沟村、湾子河村、楚沟村、高沟村和甘寨村。